# مسمومیت فراموشی‌آور با صدف

مسمومیت فراموشی‌آور با صدف

مسمومیت فراموشی‌آور با صدف (انگلیسی: Amnesic shellfish poisoning) که به اختصار «ASP» نامیده می‌شود، یک بیماری انسانی است که در اثر مصرف نوعی مادهٔ سمیِ دریایی به نام «دوموئیک اسید» ایجاد می‌شود. این سم به‌طور طبیعی توسط «دیاتوم‌هایی» از خانوادهٔ «سودو نیچیا» و گونهٔ «نیچیا ناویس-وارینگیکا» تولید می‌شود. هنگامی که صدف‌های دریایی از این دیاتوم‌ها تغذیه می‌کنند، این سم در مقادیر زیادی در بدنشان تجمع می‌یابد و انسان با خوردن آنها، دچار مسمومیت می‌شود.
اگرچه مسمومیت غذاییِ ناشی از «دوموئیک اسید» در انسان، تنها با خوردن صدف‌های آلوده رخ می‌دهد، اما این سم، در بدن بسیاری از موجودات دریایی همچون موتوماهیان و ساردین‌ها که خوراکشان «فیتوپلانکتون» است، قابل تجمع است. مسمومیت با «دوموئیک اسید» در سایر موجودات (غیر پستانداران)، «DAP» نامیده می‌شود. «دوموئیک اسید» یک نوروتوکسین است و در پستانداران (از جمله انسان)، سبب بروز اختلال دائمی در حافظه کوتاه‌مدت، آسیب مغزی و در موارد شدید، مرگ می‌شود.

## نشانه‌های بیماری
دوموئیک اسید در مغز، موجب آسیب به هیپوتالاموس و هستهٔ آمیگدال می‌شود. این ماده با فعال‌سازیِ گیرنده‌های «آمپا (AMPA)» و «کاینیک اسید»، باعثِ ورودِ بیش‌ازحدِ کلسیم به‌درون یاخته‌های عصبی و آسیب‌دیدگی آن می‌شود. اگرچه ورود کلسیم در مقادیر معمولی، روندی طبیعی در سلول‌های عصبی است، اما مقادیر زیادِ کلسیم، سبب دژنره‌شدن و تخریب آن‌ها می‌شود. «رامستل» در سال ۲۰۰۷ میلادی، و «پولیدو» در سال ۲۰۰۸ میلادی، تحقیقاتی را در این زمینه انجام داده‌اند.
حدود ۲۴ ساعت پس از مصرف صدفِ آلوده، علائم گوارشی آغاز می‌شود. تهوع، استفراغ، اسهال، دل‌پیچه‌های شکمی و التهاب خونریزی‌دهندهٔ معده، از این دسته علائم هستند. در موارد شدیدتر مسمومیت، علائم مغزی-عصبی ظرف چند ساعت تا حداکثر سه روز بروز می‌کند. سردرد، گیجی، عدم آگاهی به موقعیت، اختلالات بینایی، از دست‌رفتنِ حافظهٔ کوتاه‌مدت، ضعف ماهیچه‌های حرکتی، تشنج، ترشحات شدید تنفسی، سکسکه، فشارخون ناپایدار، آریتمی‌های قلب و کما از جمله علائم و عوارض حاصله است.
افرادی که مقادیر زیادی سم وارد بدنشان شده باشد و همچنین افراد مسن و مبتلایان به نارسایی کلیه، در معرض مرگ هستند. از ۱۰۷ موردی که این نوع مسمومیت گزارش شده، ۴ نفرشان فوت کرده‌اند. در تعدادی از مبتلایان نیز، عوارض پابرجا و دائمی همچون از دست‌رفتنِ حافظه کوتاه مدت و پُلی‌نوروپاتی محیطی رخ داده است.
تاکنون هیچگونه پادزهری برای دوموئیک اسید شناخته نشده است. در نتیجه، هنگامی که شک به احتمال مسمومیت با این ماده وجود دارد، باید هرچه سریع‌تر، به بیمارستان مراجعه نمود. پختن یا منجمدکردن صدف‌های آلوده، سم آنان را از بین نمی‌برد. مطالعات سال‌های اخیر نشان داده است که «دوموئیک اسید»، سم بسیار پایداری است، نسبت به حرارت مقاوم است و در مقادیری ۱۰۰ برابر کمتر از اثراتِ عصبی‌اش، می‌تواند به سلول‌های کلیوی آسیب بزند.

## کشف
این بیماری نخستین بار در اواخر ۱۹۸۷ میلادی و به‌دنبال شیوع جدیِ نوعی مسمومیت غذایی در شرق کانادا، کشف شد. سه بیمار مسن فوت کردند و بقیهٔ قربانیان، دچار عوارض درازمدتِ عصبی شدند. از آنجایی که مبتلایان دچار فراموشی و اختلال حافظه کوتاه‌مدت شدند، نام بیماری را «مسمومیت فراموشی‌آور با صدف» گذاشتند و وقایع رخ‌داده، تیترِ اولِ جراید و روزنامه‌های آن دوران شد.
همه‌گیرشناسانِ وزارتِ بهداشتِ کانادا، خیلی زود متوجه شدند که این مسمومیت، با صدف‌های پرورشی ناحیه‌ای از جزیره پرنس ادوارد مرتبط است؛ جایی که پیش از این، هیچگونه مسمومیت جلبکی از آن گزارش نشده بود. وقتی مادهٔ مورد نظر را استخراج کرده و بر روی موش‌ها آزمایش کردند، برخی از موش‌ها مرده و برخی دیگر، دچارِ علائم عصبی عجیب و متفاوتی نسبت به «مسمومیت فلج‌کننده صدف» و سایر انواعِ مسمومیت‌های شناخته‌شدهٔ قبلی شدند. در تاریخ ۱۲ دسامبر ۱۹۸۷ میلادی، تیمی از دانشمندان کانادایی در آزمایشگاهِ «شورای ملی پژوهش» در  هلیفکس گرد هم آمدند. با تجزیه، زیست‌سنجی و آنالیز دقیقِ شیمیایی مادهٔ مذکور، دانشمندان در بعدازظهرِ ۱۶ دسامبر ۱۹۸۷، یعنی ۴ روز پس از آغاز بررسی‌ها، سمِ مورد نظر را کشف کردند.

## مسمومیت جانوری
در ۲۲ ژوئن ۲۰۰۶ میلادی، یک پلیکان قهوه‌ای که احتمالاً با دوموئیک اسید مسموم شده بود، «در بزرگراه ایالتی شماره ۱ کالیفرنیا» خود را به شیشهٔ جلوی یک اتومبیل کوبید. با بررسی بیشتر، مشخص شد که آب‌های سواحل آن نواحی، آلوده به «فیکوتوکسین» است.
از ماه مارس ۲۰۰۷ میلادی، تعدادِ پرندگان دریایی و پستاندارانی که در سواحل جنوب کالیفرنیا سرگردان بوده و خود را به صخره زده یا مُرده کشف می‌شوند، افزایش یافته‌است. این واقعه را با افزایش شدید سموم تولید شده توسط جلبک‌ها مرتبط دانسته‌اند. بررسی‌ها اجساد این جانوران، نشان داده که بدنِ اغلب آنان، حاویِ «دوموئیک اسید» بوده‌است.
بر اساس گزارش «مؤسسهٔ حیات‌وحش و دریانوردی چنل آیلندز» (CIMWI)، «دیگر همه می‌دانند که اتفاقات مرتبط با سموم جلبکی رو به افزایش است. برخی دلایل احتمالی این وقایع، مکانیسم‌های طبیعی پخش‌کنندهٔ این گونه‌های جلبکی (همچون امواج آب و جزر و مدها) و نیز دلایل انسانی تزاید آن‌ها همچون غنی‌سازی تغذیه‌ای دریا توسط «روان‌آب‌های کشاورزی»، تغییرات آب‌وهوایی و نقل‌مکان جلبک‌ها در اثر بالاستِ آب‌ها، توسط قایق و کشتی‌هاست».

## در فرهنگ عامه
در یک قسمت از مجموعهٔ تلویزیونی ابتدایی به نامِ «تیم سرخ» که در ۳۱ ژانویهٔ ۲۰۱۳ پخش شد، یک شاهد عینی را به عمد توسط «دوموئیک اسید» مسموم می‌کنند.
همچنین در یک قسمت از سریال تلویزیونی «سر و سامانی به زندگی‌ات بده» به نامِ «آدم ناجور» که در ۲ فوریه ۱۹۹۲ پخش شد، «شارون» و «گاس» پس از خوردن یک صدف آلوده، دچار فراموشی می‌شوند و دوستان «کریس»، نمی‌تواند این دو را متقاعد کند که قبلاً، با یکدیگر دوستان صمیمی بوده‌اند.
مسمومیت با دوموئیک اسید، احتمالاً عاملِ تهاجمِ دسته‌جمعیِ هزاران پرندهٔ دریایی آشفته در شهرهای  کاپیتولا و  سانتا کروز در ایالت کالیفرنیا در مورخ ۱۸ اوت ۱۹۶۱ بود. آلفرد هیچکاک در حال تدارکِ فیلمی به نام «پرندگان» (۱۹۶۳) برپایهٔ یک رمان کوتاه اثرِ دافنه دوموریه به نام «پرندگان» بود که خبرهای مرتبط با این تهاجمِ مرغان دریایی را شنید و از یک روزنامهٔ محلی در  سانتا کروز به نام «دیده‌بان سانتا کروز» درخواست کرد تا در صورت امکان، نسخه‌هایی از روزنامه را که اخبار این تهاجم را منتشر کرده بودند، در اختیار او بگذارد تا او بتواند «برای فیلم دلهره‌آور جدیدش، جستجو و پژوهشی کند».